# Îles des Sept Frères
Les îles des Sept Frères ou îles Sawabi sont des petites îles du golfe d'Aden. Elles sont situées sur le territoire de Djibouti, à l'est du ras Siyyān, juste avant l'entrée méridionale du détroit de Bab-el-Mandeb reliant la mer Rouge au golfe d'Aden. 
Leurs fonds marins sont réputés[pourquoi ?]. 
Le groupe ne compte que six îles : l'île de l'Est (Ounda Komaytou), l'île du Sud (Horod le `Ale), la Grande île (Kadda Dâbali), l'île Basse (Tolka), l'île Double (Ounda Dâbali) et l'île de l'Ouest (Hamra).  Le « septième frère » est le ras Siyan, une presqu'île qui fait le lien avec la côte.

## Faune et flore

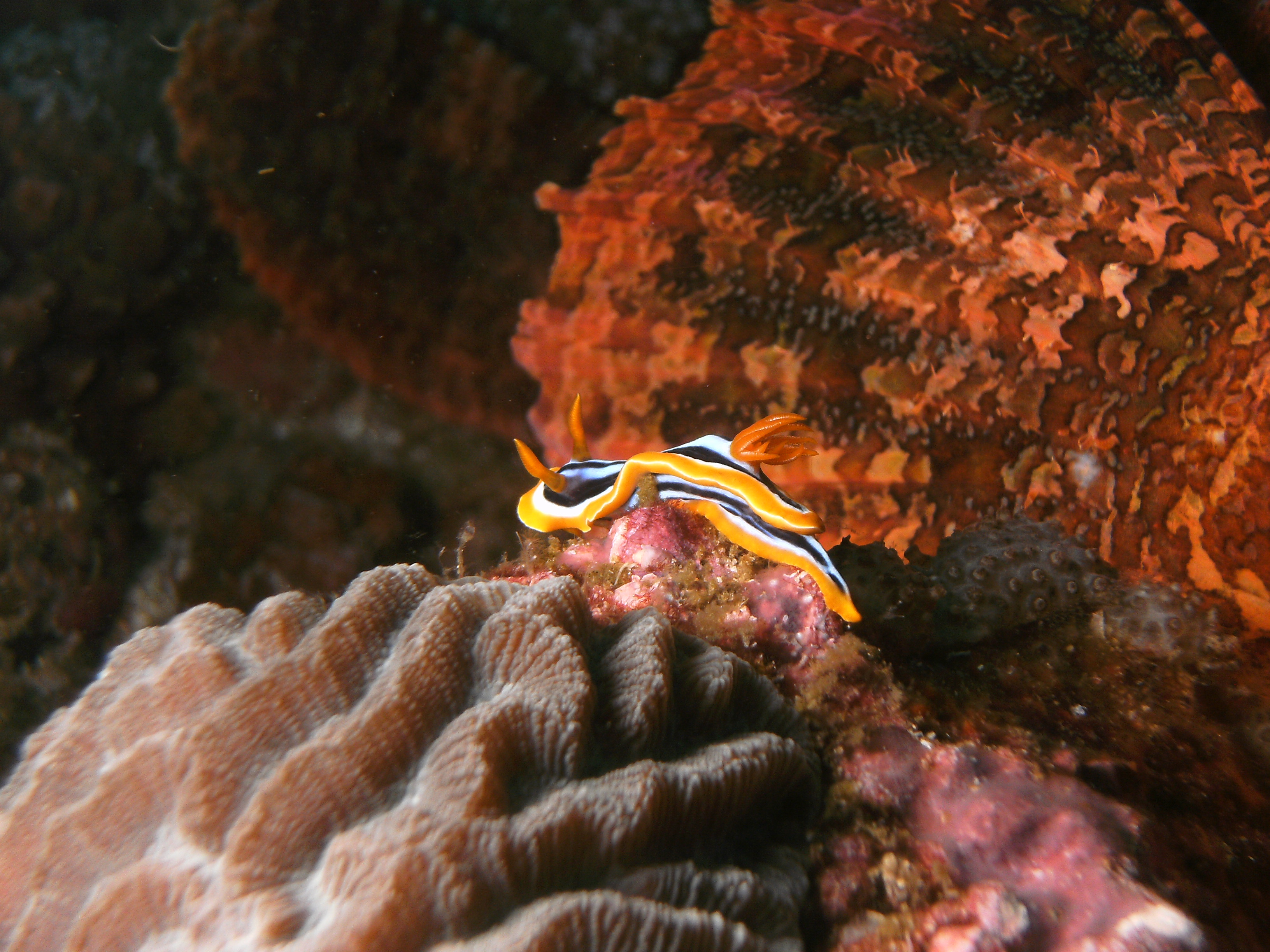
Chomodoris pyjama et nageoire pectorale de Poisson-Scorpion par 40 mètres de fond

La faune sous-marine est représentée par les fonds coralliens, divers nudibranches, les poissons classiquement retrouvés en mer Rouge et dans l'océan Indien, quelques requins gris de récif, requins dormeurs et requins à pointe blanche.
Les requins baleines sont observables dans le golfe de Tadjourah voisin au moment de leur migration en novembre.

## Économie et tourisme
La plongée sous-marine reste encore peu pratiquée, loin de ce que l'on peut trouver ailleurs en mer Rouge. Chaque semaine, un navire de croisière mouille sur la Grande île (Khadda Dabali), et permet à une vingtaine de plongeurs d'explorer les fonds sous-marins de l'île de l'Est, de l'île du Sud, de Tolka, ou de l'île Ronde.
Les pêcheurs et des commerçants yéménites qui vivent de petits trafics utilisent ces îles arides et volcaniques comme une étape dans leur traversée du détroit de Bab-el-Mandeb, qui dure 40 minutes sur leurs felouques à la motorisation puissante.